# Hymedesmia lindstroemae
Hymedesmia lindstroemae är en svampdjursart som först beskrevs av Paco Cárdenas och Mikael Thollesson 2015. Hymedesmia lindstroemae ingår i släktet Hymedesmia och familjen Hymedesmiidae.